# Municipio Yunguyo del Litoral
Das Municipio Yunguyo del Litoral (auch: Yunguyo de Litoral) ist ein Verwaltungsbezirk im Departamento Oruro im Hochland des südamerikanischen Anden-Staates Bolivien.

## Lage im Nahraum
Das Municipio Yunguyo del Litoral ist eines von insgesamt fünf Municipios der Provinz Litoral. Es liegt im Westen der Provinz und grenzt im Norden an das Municipio Cruz de Machacamarca, im Südwesten an die Provinz Sabaya, im Osten an das Municipio Esmeralda und im Nordosten an das Municipio Huachacalla.
Der zentrale Ort des Municipios ist Yunguyo mit 162 Einwohnern (Volkszählung 2012) im nordöstlichen Teil des Municipios.

## Geographie
Das Klima ist semiarid und weist eine kurze Feuchtezeit im Sommer auf, der Jahresniederschlag liegt bei niedrigen 200 mm. Die Jahresdurchschnittstemperatur liegt bei 5,5 °C ohne wesentliche Schwankungen im Jahresverlauf, aber mit starken Tagesschwankungen der Temperatur und häufigem Frostwechsel.
Die Vegetation im Raum Yunguyo entspricht der semiariden Puna. Sie ist baumlos und setzt sich vor allem aus Dornsträuchern, Gräsern, Sukkulenten und Polsterpflanzen zusammen. Sie wird wirtschaftlich als Lama-, Alpaka- und Schafweide genutzt.

## Bevölkerung
Die Einwohnerzahl des Municipios ist zwischen 1992 und 2024 auf mehr als das Neunfache angestiegen:
| Jahr | Einwohner | Quelle       |
| ---- | --------- | ------------ |
| 1992 | 92        | Volkszählung |
| 2001 | 221       | Volkszählung |
| 2012 | 514       | Volkszählung |
| 2024 | 883       | Volkszählung |

Die Bevölkerungsdichte des Municipio betrug 5,05 Einwohner/km² bei der Volkszählung 2024, der Anteil der städtischen Bevölkerung ist 0 Prozent.
Die Lebenserwartung der Neugeborenen lag im Jahr 2001 bei 58,3 Jahren.
Der Alphabetisierungsgrad bei den über 19-Jährigen beträgt 94 Prozent, und zwar 99 Prozent bei Männern und 89 Prozent bei Frauen (2001).

## Politik
Ergebnis der Regionalwahlen (concejales del municipio) vom 4. April 2010:
| Wahl- berechtigte |  | Wahl- beteiligung | gültige Stimmen |  | MAS-IPSP |
| ----------------- |  | ----------------- | --------------- |  | -------- |
| 116               |  | 114               | 87              |  | 87       |
|                   |  | 98,3 %            | 76,3 %          |  | 100,0 %  |

Ergebnis der Regionalwahlen (elecciones de autoridades políticas) vom 7. März 2021:
| Wahl- berechtigte |  | Wahl- beteiligung | gültige Stimmen |  | MAS-IPSP | PP      | C-A    | UN SOL PARA ORURO | MTS    | BST    |
| ----------------- |  | ----------------- | --------------- |  | -------- | ------- | ------ | ----------------- | ------ | ------ |
| 153               |  | 103               | 89              |  | 43       | 33      | 3      | 3                 | 3      | 2      |
|                   |  | 67,32 %           | 86,41 %         |  | 48,31 %  | 37,08 % | 3,37 % | 3,37 %            | 3,37 % | 2,25 % |

## Gliederung
Das Municipio unterteilt sich nicht weiter in Kantone (cantones).

## Ortschaften im Municipio Yunguyo del Litoral
- Yunguyo 162 Einw.